# Signo de Duroziez
El signo de Duroziez es un soplo de vaivén sobre la arteria femoral cuando ésta se comprime con el estetoscopio, tanto en sístole como en diástole. Soplo vascular doble percibido con estetoscopio en la arteria femoral en caso de insuficiencia de la válvula aórtica.